# Sand (Francja)
Sand – miejscowość i gmina we Francji, w regionie Grand Est, w departamencie Dolny Ren.
Według danych na rok 1990 gminę zamieszkiwało 941 osób, a gęstość zaludnienia wynosiła 148 osób/km² (wśród 903 gmin Alzacji Sand plasuje się na 281. miejscu pod względem liczby ludności, natomiast pod względem powierzchni na miejscu 413.).